# Melisse
Melisse (Melissa) is een geslacht uit de lipbloemenfamilie (Lamiaceae). Het geslacht omvat vijf soorten vaste, kruidachtige planten die van nature voorkomen in Europa en Azië. De botanische naam Melissa is afgeleid van het Oudgriekse woord voor bij (μέλισσα) vanwege de overdaad aan nectar die aanwezig is in de bloemen waardoor bijen worden aangetrokken. De stengels zijn rechthoekig, zoals ook het geval is bij alle andere planten uit de lipbloemenfamilie. De bladeren staan in paren tegenover elkaar en zijn over het algemeen in de vorm van een hart of ovaalvormig. Als ze gekneusd worden, geven ze een citroengeur af.

## Soorten
- Melissa axillaris
- Melissa bicornis
- Melissa flava
- Melissa officinalis (citroenmelisse)
- Melissa yunnanensis

... · 
Ajuga (Zenegroen) · 
Anisomeles · 
Ballota (Ballote) · 
Basilicum · 
Cleonia · 
Clinopodium (Steentijm) · 
Dasymalla · 
Galeopsis (Hennepnetel) · 
Glechoma · 
Haplostachys · 
Hemiandra · 
Hyssopus · 
Lagochilus · 
Lamiastrum · 
Lamium (Dovenetel) · 
Lavandula (Lavendel) · 
Leonurus · 
Lycopus · 
Marrubium · 
Melissa (Melisse) · 
Mentha (Munt) · 
Nepeta (Kattenkruid) · 
Ocimum (Basilicum) · 
Origanum (Marjolein) · 
Perovskia · 
Phlomis · 
Prunella (Brunel) · 
Renschia · 
Rosmarinus · 
Salvia (Salie) · 
Satureja (Bonenkruid) · 
Scutellaria (Glidkruid) · 
Stachys (Andoorn) · 
Teucrium (Gamander) · 
Thymus (Tijm) · 
Vitex · 
Westringia · 
...